# Saelari
Saelari ist ein osttimoresischer Suco im Verwaltungsamt Laga (Gemeinde Baucau).

## Geographie

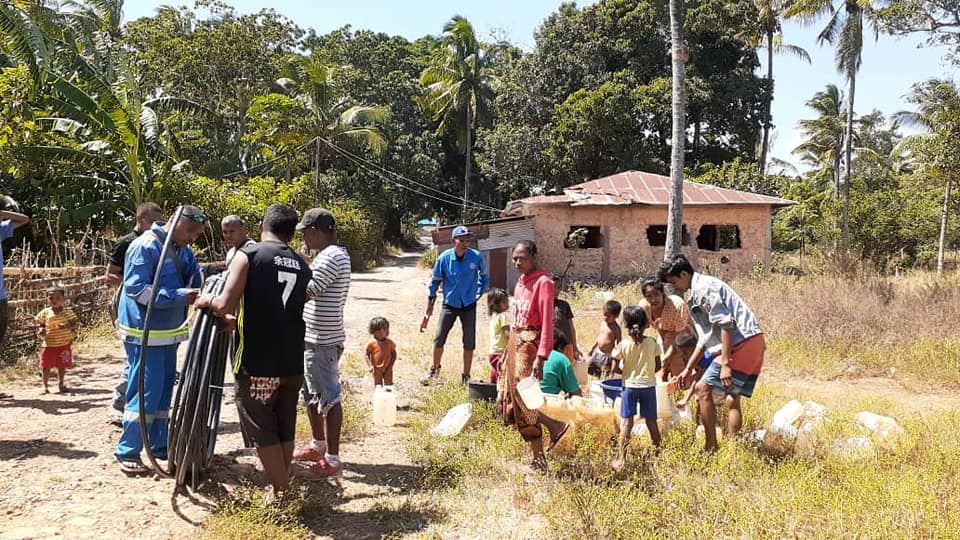
In Saelari (2020)

Saelari liegt im Osten des Verwaltungsamts Laga. Nordwestlich liegt der Suco Samalari und südlich der Suco Sagadate. Im Osten grenzt Saelari an die Gemeinde Lautém mit den Sucos Ililai (Verwaltungsamt Lautém) und Afabubu (Verwaltungsamt Luro). Entlang der Grenze zu Afabubu fließt der Liqueliu, ein Nebenfluss des Dasidara. Saelari hat eine Fläche von 30,65 km² und teilt sich in die neun Aldeias Bubuloma, Lari-Ledana, Lari Sula, Lari Tau, Lau Hare, Riadae, Saelari, Samalolo und Terubala.
Alle größeren Ortschaften liegen im Nordwesten des Sucos. Der größte ist Saelari, auf einer Meereshöhe von 382 m. Hier befindet sich die Grundschule des Sucos, die Escola Primaria Catolica Saelari. Weitere Dörfer sind Riadae, Bubuloma (Buboloma), Samalolo (Samalalu, Samalalo), Lau Hare, Terobala und Lari-Ledana (Lariledana).

## Einwohner

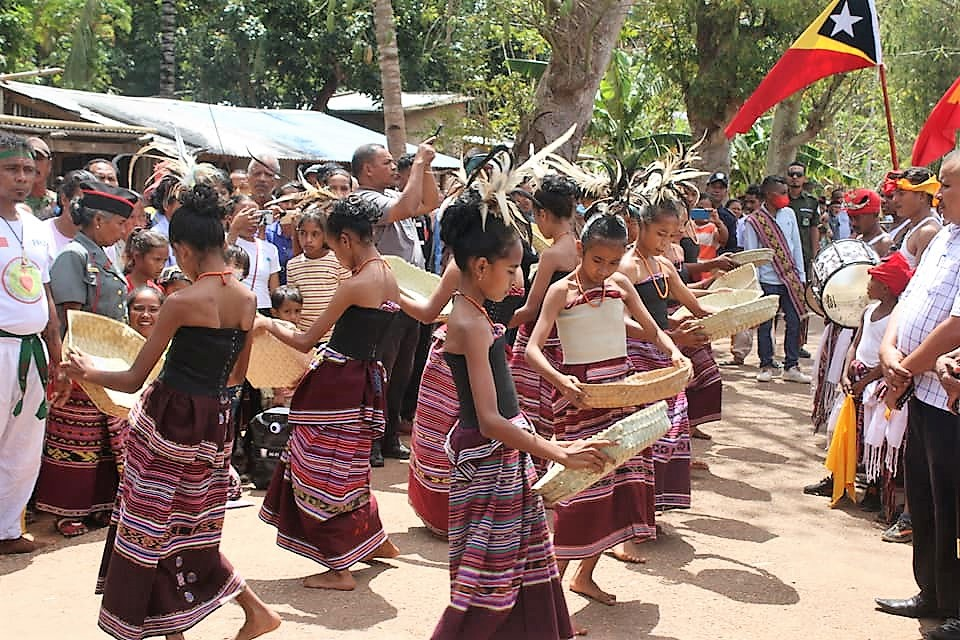
Mädchen in Saelari in Tracht (2022)

In Saelari leben 2.404 Einwohner (2022), davon sind 1.218 Männer und 1.186 Frauen. Im Suco gibt es 420 Haushalte. Etwa 95 % der Einwohner geben Makasae als ihre Muttersprache an. Die restlichen 5 % sprechen Tetum Prasa.

## Geschichte
Ende 1979 gab es in Saelari ein indonesisches Lager für Osttimoresen, die zur besseren Kontrolle von den Besatzern umgesiedelt werden sollten.

## Politik
Bei den Wahlen von 2004/2005 wurde Francisco Ximenes zum Chefe de Suco gewählt. Bei den Wahlen 2009 gewann Mateus Cardoso und wurde 2016 und 2023 in seinem Amt bestätigt.
2023 wurden zum Chefe de Aldeias gewählt: António Gama (Bubuloma), Adelino Horacio (Lari-Ledana), Lamberto Felipe (Lari Sula), Augusto de Conceição Matos (Lari Tau), Domingos Barbosa (Lau Hare), Miguel Sarmento (Riadae), Augusto Cardoso (Saelari), Luís Gama (Samalolo) und Antonio Cardoso (Terubala).

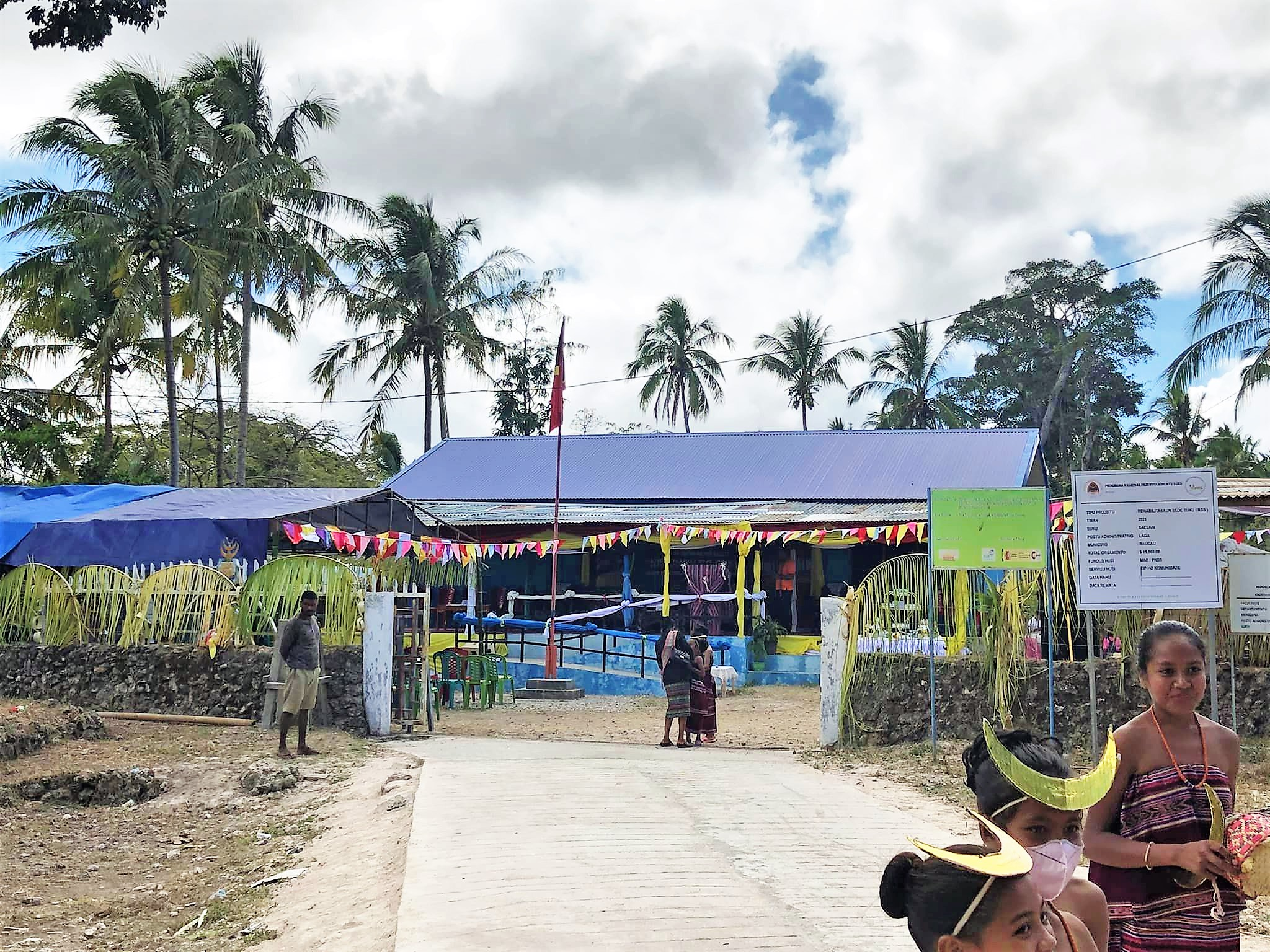
Der Sitz des Sucos (2022)
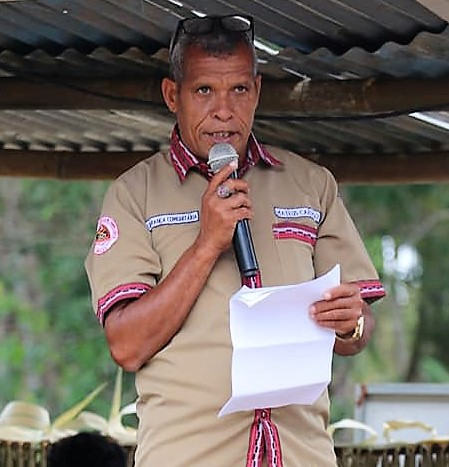
Mateus Cardoso (2022)

## Persönlichkeiten
- Cornélio L7 da Conceição Gama (* 1945), Politiker und Freiheitskämpfer